# NGC 4805
NGC 4805 ist ein etwa 15 mag heller Stern im Sternbild Haar der Berenike (Rektaszension: 12:55:24.3; Deklination: +27:58:49). Er wurde am 11. März 1885 von Guillaume Bigourdan bei einer Beobachtung irrtümlich für eine Galaxie gehalten (Notiz: „... near it is a star 13.4-13.5, but it's impossible to tell which direction it is from the nebula's center“) und erlangte so einen Eintrag in den Katalog.